# Pillerbryum
Pillerbryum (Bryum violaceum) är en bladmossart som beskrevs av Crundwell och Elsa Cecilia Nyholm 1963. Pillerbryum ingår i släktet bryummossor, och familjen Bryaceae. Arten är reproducerande i Sverige. Inga underarter finns listade i Catalogue of Life.